# Arnold Jansen op de Haar
Arnold Marius Coenraad Dominicus Jansen op de Haar (Nijmegen, 24 september 1962) is een Nederlandse dichter, schrijver en columnist.

## Biografie
Arnold Jansen op de Haar publiceerde romans en dichtbundels bij De Arbeiderspers, Meulenhoff, De Geus en Holland Park Press.
Van 2014 tot 2022 woonde hij in Engeland, waar hij samen met zijn zus Bernadette uitgeverij Holland Park Press runde. In mei 2022 keerde hij terug naar Nederland. Hij woont en werkt thans in Amersfoort. En hij is sinds 2022 docent aan de Schrijversvakschool (Amsterdam).
Arnold was docent creatief schrijven bij Kunstbedrijf Arnhem van 2005 tot 2014 en columnist voor dagblad De Gelderlander van 1999 tot 2009. In Engeland gaf hij een aantal workshops aan studenten van de faculteit Nederlands van University College London.
Na het vwo aan het Canisius College te Nijmegen ging Jansen op de Haar in 1982 naar de Koninklijke Militaire Academie in Breda, en bracht aansluitend dertien jaar als beroepsofficier door in de Nederlandse krijgsmacht. Hij behoorde tot de eerste rode baretten en werd in 1994 als compagniescommandant uitgezonden naar Bosnië, waar hij taken uitvoerde op 'Tuzla air base' en in de 'Sapna duim'.
In januari 1995 verliet hij het leger om zich volledig aan het schrijven te wijden. Hij debuteerde met het gedicht Joegoslavisch requiem in het literaire tijdschrift Maatstaf.

## Publicaties
- De koning van Tuzla (De Arbeiderspers, 1999, roman en Holland Park Press, 2009)
- Soldatenlaarzen (J.M. Meulenhoff, 2002, poëzie)
- Van Jan Cremer tot Herman Koch; een literaire wandeling door Arnhem (Bibliotheek Arnhem, 2004, non-fictie)
- De twaalfde man, samen met Gouden Stropwinnaar 1998 Jac. Toes (De Geus, 2006, misdaadroman)
- Joegoslavisch requiem (Holland Park Press, oktober 2009, gedichten, heruitgave van Soldatenlaarzen)
- Yugoslav Requiem (Holland Park Press, oktober 2009, gedichten)
- Engel (Holland Park Press, november 2009, roman)
- King of Tuzla (Holland Park Press, 2010)
- Angel (Holland Park Press, oktober 2011, roman)
- Het refrein van andermans leven (Holland Park Press, 2016, gedichten)
- The Refrain of Other People's Lives (Holland Park Press, 2017, gedichten)
- Schurft (Holland Park Press, 2021, roman)